# Phantom and the Ghost
Albums de Styles P.
Float
(2013) A Wise Guy and a Wise Guy
(2015)
Singles
1. Sour
Sortie : 25 mars 2014

Phantom and the Ghost est le septième album studio de Styles P., sorti le 29 avril 2014.
L'album s'est classé 14e au Top R&B/Hip-Hop Albums, 18e au Top Independent Albums et 74e au Billboard 200.

## Liste des titres
| No  | Titre                                                                              | Contient un (des) sample(s) de                                                          | Durée |
| --- | ---------------------------------------------------------------------------------- | --------------------------------------------------------------------------------------- | ----- |
| 1.  | Never Safe (Produit par Joe Milly)                                                 |                                                                                         | 3:13  |
| 2.  | Creep City (featuring Sheek Louch – Produit par Black Saun)                        |                                                                                         | 3:07  |
| 3.  | Deeper Self (Produit par Buda Da Future et Grandz Muzik)                           |                                                                                         | 3:21  |
| 4.  | World Tour (featuring Vado – Produit par Joe Milly et Mr. Devine)                  | Instant Love de Bloodstone Award Tour de A Tribe Called Quest featuring Trugoy the Dove | 3:46  |
| 5.  | Don't Be Scared (featuring The Bull Pen – Produit par Vinny Idol)                  |                                                                                         | 3:35  |
| 6.  | Sour (featuring Jadakiss et Rocko – Produit par Knucklehead)                       |                                                                                         | 4:27  |
| 7.  | Never Trust (featuring Chris Rivers – Produit par Black Saun)                      | Black on Black Crime de Stanley Clarke The Champ des Mohawks                            | 4:13  |
| 8.  | Rude Boy Hip Hop (featuring Raheem DeVaughn – Produit par Noah « Noodles » Styles) |                                                                                         | 2:47  |
| 9.  | Other Side (featuring Shae Lawrence – Produit par Maxpayne Shawty)                 |                                                                                         | 4:43  |
| 10. | For the Best (Produit par Harry Fraud)                                             |                                                                                         | 3:25  |
| 11. | Smoke All Day (featuring Dyce Payne – Produit par Dayzel)                          |                                                                                         | 3:54  |
| 12. | We Gettin (Produit par Trey On Da Beatz)                                           |                                                                                         | 3:44  |

| 13. | Same Scriptures (Produit par Dayzel) | 1:24 |
| 14. | So Deep (Produit par Black Saun)     | 2:56 |